# Ung thư biểu mô
Ung thư biểu mô là một bệnh ung thư ác tính phát triển từ các tế bào biểu mô. Bệnh hình thành từ một mô nằm trên bề mặt bên trong hoặc bên ngoài của cơ thể và phát sinh từ các tế bào của ba lớp mầm bao gồm nội bì, trung bì hoặc ngoại bì trong quá trình hình thành phôi.
Ung thư biểu mô xảy ra khi DNA của tế bào bị hư hỏng hoặc bị thay đổi, làm cho tế bào bắt đầu tăng sinh không kiểm soát và trở thành khối u ác tính. Thuật ngữ tiếng Anh của bệnh ung thư biểu mô (carcinoma) bắt nguồn từ tiếng Hy Lạp: καρκίνωμα, đã Latinh hoá: karkinoma, n.đ. 'đau, loét, ung thư'). Bản thân từ này có nguồn gốc từ chữ karkinos (tiếng Hy Lạp nghĩa là con cua).